# Blome (westfälisches Adelsgeschlecht)

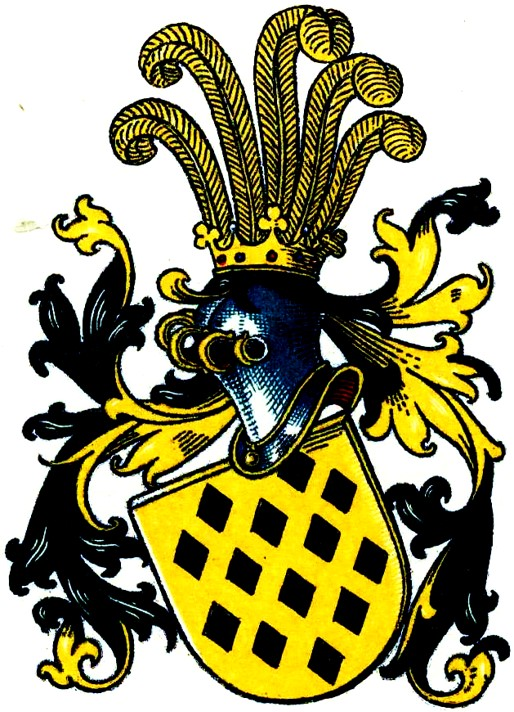
Wappen der Familie Blome

Blome war der Name eines westfälischen Adelsgeschlechts.
Das Geschlecht ist von den niedersächsisch-dänischen Herren von Blome zu unterscheiden.

## Geschichte
Die Blome waren Lehnsmänner des Bistums Münster und besaßen ein Burglehen auf
Burg Nienborg. Bereits 1281 wird ein Ritter Blome in Metelen erwähnt. 1337 erscheinen die Eheleute Knappe Bernardus dictus Blome und Elisabeth mit ihren Kindern Bernardus, Henricus, Lutbertus, Joannes, Elisabeth und Sophia, als sie ihren Zehnten im Kirchspiel Holtwick verkauften. Ab 1339 saß das Geschlecht auf der Haus Welbergen, einer Wasserburg in Welbergen, einem Ortsteil von Ochtrup im Kreis Steinfurt in Nordrhein-Westfalen, die erstmals 1415 als Blomenhus erscheint.
Die Letzte des Geschlechts, Erbtochter Anna Blome, heiratete 1505 Morbeck von Oldenhus. Dadurch fiel Welbergen an die von Oldenhus.

## Wappen
Blasonierung: In Gold dreizehn schwarze Rauten (2:3:2:3:2:1). Auf dem gekrönten Helm fünf goldene Straußfedern. Die Helmdecken sind schwarz-gold.